# Guilhabreu
Guilhabreu es una freguesia portuguesa del municipio de Vila do Conde, con 7,08 km² de superficie y 2386 habitantes (2001). Su densidad de población es de 337,0 hab/km².